# Linderahu
Linderahu ist eine der sechs unbewohnten Inseln im Karujärv (järv = See) auf der größten estnischen Insel Saaremaa, 420 Meter vom Ufer des Sees entfernt. Sie liegt in der Landgemeinde Saaremaa im Kreis Saare.